# 罗王瓜错
罗王瓜错（藏語：ལྟོ་དབང་དཀར་མཚོ།，威利转写：lto dbang dkar mtsho，THL：Towang Kartso）位于中国西藏自治区阿里地区普兰县境内，為一內流鹹水湖，地处普兰县西北部，南临拉昂错。湖形狭长，长4公里，最大宽0.9公里，平均宽0.3公里，面积1.3平方公里。